# Ludwig von Januschowski
Heinrich Ludwig Dietrich von Januschowski (* 20. Oktober 1807 in Gardelegen; † 16. Dezember 1883 in Stendal) war ein preußischer Generalleutnant.

## Leben

### Herkunft
Ludwig war ein Sohn des preußischen Kapitäns Georg von Januschowski (1764–1813) aus dessen Beziehung mit Dorothea Wallmann. Er wurde 1815 durch König Friedrich Wilhelm III. legitimiert.

### Militärkarriere
Januschowski besuchte das Berliner Kadettenhaus, wurde am 8. April 1825 als Portepeefähnrich dem 26. Infanterie-Regiment überwiese und avancierte bis Mitte Juni 1826 zum Sekondeleutnant. 1837/40 war er Bataillonsadjutant und stieg zwischenzeitlich zum Premierleutnant auf. Am 25. April 1848 wurde Januschowski Hauptmann und Kompaniechef. Im Jahr 1849 nahm er während der Niederschlagung der Badischen Revolution an den Kämpfen bei Karlsdorf, Ubstadt und Durlach teil.
Unter Beförderung zum Major erfolgte am 14. Juli 1854 seine Ernennung zum Bataillonskommandeur. Daran schloss sich am 20. Januar 1859 eine Verwendung als Kommandeur des III. Bataillons im 26. Landwehr-Regiment in Neuhaldersleben an. In dieser Stellung wurde Januschowski am 31. Mai 1859 Oberstleutnant. Er kam am 13. März 1860 als Führer in das 32. Landwehr-Regiment, am 8. Mai 1860 wurde er Führer des 32. kombinierten Landwehr-Regiments, am 1. Juli 1860 kam er als Kommandeur in das neuerrichtete 72. Infanterie-Regiment. Dort erhielt er am 13. November 1860 das Ehrenkreuz von Schwarzburg I. Klasse. Er wurde am 18. Oktober 1861 zum Oberst befördert. Unter Stellung à la suite wurde er am 17. Oktober 1864 Kommandeur der 5. Infanterie-Brigade und am 18. Juni 1865 zum Generalmajor befördert. Seine Brigade führte er 1866 während des Krieges gegen Österreich in den Schlachten bei Gitschin und Königgrätz. Nach dem Krieg wurde er am 20. September 1866 mit dem Roten Adlerorden II. Klasse mit Eichenlaub und Schwertern ausgezeichnet und am 16. Juli 1867 mit dem Charakter als Generalleutnant zur Disposition gestellt. Er starb am 16. Dezember 1883 in Stendal.

### Familie
Januschowski heiratete am 20. Oktober 1838 in Magdeburg Henriette Mathilde Rosalie Schubert (1816–1887), mit der er zwei Kinder hatte.